# الدعاية والرقابة في إيطاليا خلال الحرب العالمية الأولى
في إيطاليا، كما هو الحال في دول أخرى، أدى اندلاع الحرب العالمية الأولى إلى إتاحة الفرص أمام وسائل جديدة للدعاية. كانت الظروف الاستثنائية لدخول إيطاليا الحرب دور في عدم اضطلاع الحكومة بدور نشط في الأعمال الدعائية خلال السنوات الأولى من الحرب. قدمت صحافة قومية مؤيدة للحرب الرأي العام والتي تجنبت ذكر تفاصيل الحياة المزعجة في الجبهة، في حين اعتبر الجيش الانضباط أكثر أهمية من الروح المعنوية، وترك أمر رخاء الجنود للكنيسة. ساهمت الهزيمة الإيطالية الجسيمة أثناء معركة كابوريتو في وضع حد لهذا النهج المتساهل وبداية جهد أكثر مركزية وإدارة لتحفيز الشعب والجيش على القضية الوطنية.

## الدعاية المؤيدة للحرب إلى مايو 1915
في المملكة المتحدة وفرنسا وألمانيا والنمسا والمجر، غالبًا ما كانت الدعاية جهدًا يخضع لإدارة مركزية كالحكومة والقوات المسلحة ضد الأعمال العدائية التي اندلعت في أغسطس 1914. لم تدخل إيطاليا الحرب حتى مايو 1915، ولم يكن هناك قبل ذلك أي دعاية حكومية منظمة تتعلق بالحرب. عوضًا عن ذلك، تولت الشركات التجارية والصحافة زمام المبادرة.
بين نهاية عام 1914 ومطلع عام 1915، كانت هناك حملة مستمرة في الصحافة الإيطالية تشجع دخول البلاد في الحرب. كانت هناك آراء قوية مؤيدة للتدخل بين المصالح الاقتصادية والصناعية والمالية الرائدة، ولا سيما تلك المرتبطة بالصناعات الثقيلة والإنتاج الحربي، مثل شركتي أنسالدو وفيات، اللتين مولتا صحيفة بينيتو موسوليني المؤيدة للحرب، أفانتي! وبنك الحسومات الإيطالي. مولت هذه الشركات الصحافة لحث الحكومة على دخول الحرب إلى جانب قوات الحلفاء. أيد معظم المفكرين دخول الحرب ودعا الكثير لذلك بقوة. كانت أيام مايو المشرقة تتويجًا لهذه الحملة.
في حقيقة الأمر، لم يؤيد غالبية الشعب الإيطالي دخول الحرب، وحاولت حكومة أنتونيو سالاندرا أن لا يكون للبرلمان رأي كبير في صنع القرار. كان من المتوقع على نطاق واسع أن لا تدوم الحرب طويلًا وأن تعود على إيطاليا بمكاسب إقليمية كبيرة، لذلك لم يكُن هناك حاجة كبيرة إلى بذل جهود دعائية منظمة.

## المبادرات الحكومية والخاصة بعد مايو 1915
حالما أُعلِنت الحرب، اعتُبر أنه من غير الضروري تبرير دوافع الحرب إلى ما يتعدى الوحدوية والأنانية المقدسة. شاع اعتقاد أن الصراع لن يدوم طويلًا، ولم يعتبر الزعيمان المحافظان أنتونيو سالاندرا وسيدني سونينو الرأي العام أو تأييده الحرب أمرًا أساسيًا. لهذه الأسباب، لم تواصل الحكومة انخراطها في الأنشطة الدعائية على الدوام. لم يُستحدث أي شكل من أشكال المسؤولية الوزارية عن الدعاية إلا في عام 1916 أثناء حكومة باولو بوسيللي. استُحدثت وزارتين بلا حقيبة وزارية، اختصت الأولى بالدعاية وتسلمها فيتوريو شالويا الذي أسس الاتحاد العام للمعلمين الإيطاليين في عام 1915 بهدف إشراك المعلمين في تعزيز انضمام المجتمع للجبهة الداخلية. اختصت الوزارة الأخرى بشؤون المساعدة المدنية وتسلمها أوبالدو كومانديني. تولى كومانديني مسؤولية الدعاية الداخلية من يوليو 1917، وأصبح مسؤولًا عن المفوضية العامة الجديدة للمساعدة المدنية والدعاية الداخلية من فبراير 1918.
عوَّضت العديد من الجمعيات الخاصة نقص الدعاية الموجهة إلى الدولة وتحملت عبء المساعدة المدنية، ونشأ بعضها في الأشهر الأولى من عام 1915 بهدف توفير التعليم والمساعدة على الصعيد الوطني للطبقات العاملة الأكثر تضررًا من التعبئة. أصبحت هذه الجمعيات أكثر عددًا باستمرار الحرب، وتحالف العديد منها في صيف عام 1917 ضمن رابطة منظمات الدعاية والمساعدة الوطنية، بقيادة كومانديني. كانت الرابطة عبارة عن هيئة خاصة منفردة وظفتها الحكومة في المساعدة والدعاية القومية واستهدفت السكان المدنيين. في وقت لاحق، زود الاتحاد ضباط الدعاية بما يلزم القوات في الجبهة ودعمت الجنود أثناء إجازاتهم. تعاون الاتحاد الوطني والجهاز الدعائي مع مجموعة واسعة من الشركاء في طبع نشرات داخلية وتنظيم مؤتمرات لحشد الدعم للحرب. نشروا نقاط حوار للمحادثات مع الجنود، ونظم الجهاز الدعائي مسرحيات دعائية على المسرح الشعبي بينما تولى الاتحاد الوطني مهمة عرضها.

## الرقابة على الصحافة
على الرغم من بطء تعبئة الرأي العام من خلال الدعاية النشطة، فرضت الحكومة رقابة على الصحافة. كان مراسلو الحرب يدركون حقيقة الجبهة وأرسلوا تقارير مفصلة إلى محرريهم. مع ذلك، لم يرَ الجمهور القارئ سوى مواد تخفي الكثير من الحقيقة، وتزيفها في بعض الحالات، في عملية واعية للتضليل الإعلامي لم يحصل الجمهور فيها على معلومات موضوعية. قرب نهاية عام 1915، كتب جيوفاني بابيني في صحيفة إل ريستو ديل كارلينو أن الناس اكتفوا بالنظر إلى العناوين الرسمية والنشرات الصحفية وأنهم قد يتوقفوا عن قراءتها قريبًا. ربما يُعزى ذلك إلى حقيقة أن القراء، على الرغم من الشعور الغامض بالخداع، لم يلتمسوا في الصحف سوى تأكيد أوهامهم. أما أولئك المحظوظون بما يكفي للهروب من ويلات الحرب، ففضلوا عدم رؤية وصف الصحف لهم بالتفصيل. كتب المؤرخ أنتونيو مونتي في عام 1922، بمرور الوقت، يعني هذا السلوك أن الصحافة ساهمت في تعميق انقسام البلاد إلى المعسكرين –القوات في الخنادق من ناحية والمتهربين من ناحية أخرى. أثارت هذه التفرقة مشاعر الجنود تجاه المتهربين وإزاء الصحفيين أنفسهم. في مؤلفات الضباط والجنود، كان من الشائع العثور على أحكام قاسية تحتقر الصحافة، التي اعتُبرت مذنبة بتشويه حقيقة المعركة وذلك بالانتقاص من نضال ملايين الرجال إلى مجرد مشهد، وتزوير مشاعر الجنود وحالتهم العقلية.